# Слободан Гарић
Слободан Гарић (Приједор, 1921 — 2009) био је српски сликар, модерниста. 

## Живот
Завршио је сликарство на Ликовној академији у Београду. Ђак је Бјелића, Јосића, Поморишца, Хакмана и Табаковића. Био је дугогодишњи председник Удружења ликовних уметника Србије (УЛУС). Одржао је шездесет осам самосталних сликарских изложби широм бивше Југославије и света (излагао је у Фиренци и Лећеу (Италија), Москви, Секингену(Зап. Немачка), Палма де Мајорки, Бенисалему и Кан Пастиљи(Шпанија)), и за собом оставио изузетно плодан стваралачки опус од више стотина слика, мурала, графика и дела примењене уметности. На самосталној изложби 1953. године изнео је тезу о „сферизму“ - савременом ликовном изразу заснованом на модернизацији византијске ликовне концепције, и створио је низ дела обележених сферистичком естетиком. 

Сем сликарства, Гарић се бавио графиком, керамиком и зидним сликарством. Био је члан Удружења ликовних уметника Србије (УЛУС), УЛУПУДСА и ликовне групе „Сингиарт“. Добитник је награде УЛУПУДС-a за животно дело.

## Одабрана дела
Важнија дела Слободана Гарића већег формата, изложена на јавним местима:
- Балеарска игра(сликарски пано), хотел Баље-кан Пастиља, Мајорка
- Секополиптихон (мурал, 80 m2), робна кућа „Бетекс“ Београд
- Привреда Београда (керамографички пано 4х2 m), Привредна комора Београда
- Буђење сазнања (мозаик на фасади, 16х5 m), Пољопривредни факултет Бијељина
- Српске средњовековне лепотице (керамосликарски пано), кућа лепоте „Јасмин“ Београд
- Церски диптихон (18х1,80 m и 3х1,80 m), ресторан „Марш на Дрину“ Београд